# 한국과학기술고등학교
한국과학기술고등학교(韓國科學技術高等學校)는 대한민국 경상남도 창녕군 고암면 우천리에 있는 사립 고등학교이다.

## 학교 연혁
- 1970년 10월 14일 : 학교법인 중야학원 설립인가(이사장 손무상)
- 1971년 12월 27일 : 창녕종합고등학교 설립인가(기계 2학급, 전기 1학급, 상과 1학급)
- 1972년 3월 1일 : 창녕종합고등학교 개교, 초대 교장 김진구 취임
- 1978년 8월 26일 : 기아산업(주) 중야학원 인수
- 1978년 11월 15일 : 학칙변경 교명을 "창녕공업고등학교"로 (기계과 6학급, 전기과 2학급)
- 1978년 12월 1일 : 정관 변경 "학교법인 학산의숙" 으로
- 1985년 9월 18일 : 학생 제1기숙사 준공(4층 77실)
- 1995년 6월 29일 : 학생 제2기숙사 준공 (4층 66실)
- 2002년 3월 2일 : 본관동 준공 및 이전
- 2002년 11월 17일 : 실습동 준공 및 이전
- 2004년 4월 30일 : 학산도서관 신축공사 준공
- 2004년 9월 30일 : 운동장트랙 우레탄공사 준공
- 2006년 7월 10일 : 학산문화체육관 준공
- 2020년 3월 1일 : 제8대 교장 송영기 취임
- 2021년 2월 5일 : 제47회 졸업(56명) 총 졸업자 수 13,384명
- 2022년 1월 14일 : 제15대 이사장 서종범 취임
- 2022년 2월 28일 : 정관변경 "학교법인 아하브교육재단"
- 2022년 9월 1일 : 학칙변경 교명을 "한국과학기술고등학교"로(정밀기계조립과 1학급, 컴퓨터응용기계과 1학급, 스마트팩토리과 1학급, 전기전자과 1학급)
- 2024년 3월 1일 : 제9대 교장 조용환 취임

## 설치 학과
- 컴퓨터응용기계과
- 전기전자과
- 정밀기계조립과
- 스마트팩토리과

## 참고 자료
- 한국과학기술고등학교 - 한국교육학술정보원 학교알리미